# Карл (герцог Орлеанский)
Карл I Орлеанский (фр. Charles d’Orléans, 24 ноября 1394, Париж — 5 января 1465, Амбуаз, Королевство Франция) — герцог Орлеанский (1407—1465), граф де Блуа, де Дрё и де Куртене, французский феодал и военачальник, член королевского дома Валуа, один из самых выдающихся поэтов Франции.
Происходил из Орлеанской ветви династии Валуа. Карл был внуком короля Карла V Мудрого, сыном герцога Людовика Орлеанского и Валентины Висконти. Впоследствии его сын Людовик в 1498 году стал королём Франции как Людовик XII.

## Происхождение
Родился 24 ноября 1394 года в Отеле Сен-Поль в Париже. До 1407 года был титулярным графом Ангулемским, в 1406 году стал герцогом де Валуа, после смерти отца — герцог Орлеанский (1407—1465), кроме того носил титулы: графа де Блуа, де Дрё и де Куртине, сеньор де Люзарш, де Сабле, де Ла-Фер-ан-Тарденуа, де Ганделен, де Шалон-сюр-Марн, де Седенн, де Шатильон, де Креси, д’Эпернэ и де Монтаржи.

## Биография
В 1415 году после битвы при Азенкуре герцог Орлеанский попал в английский плен и 25 лет провёл в лондонском Тауэре. Ценность пленника состояла в том, что он являлся номинальным главой арманьяков, кроме того за него было некому уплатить выкуп. Освобождён из английского плена благодаря усилиям бургундского герцога Филиппа Доброго, а выкуп уплатил из приданого своей третьей жены. Его возвращение в Орлеан было отмечено народом как великий праздник; сам герцог к своему возвращению написал балладу с рефреном «(знайте), что мышь пока ещё жива». По одному из источников, он к этому времени знал французский хуже английского.
Мастер баллады (написал 131 балладу), рондо (свыше 400), песни. К нему (как к «принцу» — судье поэтического состязания) обращены некоторые баллады его современника Франсуа Вийона. Проводил поэтические состязания в Блуа (самое знаменитое — конкурс баллад на строку «От жажды умираю над ручьём», объявленный по случаю пересохшего в замке колодца; в состязании принял участие сам Карл, Вийон и многие другие поэты). Карл писал стихи не только на французском, но и на ставшем ему почти родным за время плена английском языке.
Скончался 5 января 1465 года в Амбуазе. Похоронен в Париже.

## Семья и дети
1-я жена: (с 1406) Изабелла де Валуа (1387—1409), дочь короля Франции Карла VI Безумного и королевы Франции Изабо Баварской, в первом браке (не консуммирован из-за детского возраста невесты) — королева Англии, вторая жена Ричарда II. Имели одну дочь:
- Жанна Орлеанская (1409—1432); м- Жан V Добрый де Валуа (1409—1476), герцог Алансонский

2-я жена: (с 1410) Бонна д’Арманьяк (1392/1399 — после 1415), дочь графа Бернара VII д’Арманьяк и Бонны Беррийской. Детей не имели.
3-я жена: (с 1441) Мария Клевская (1426—1487), дочь Адольфа I, герцога Клевского и Марии Бургундской. Имели двух дочерей и одного сына:
- Мария Орлеанская (1457—1493); м- Жан де Фуа (ум. 1500), граф д’Этамп, виконт Нарбонны;
- Людовик XII Орлеанский (1462—1515), герцог Орлеанский (Людовик II), король Франции (с 1498);
- Анна Орлеанская (1464—1491), аббатиса де Фонтевро.

## Поэзия
Поэзия, парившая над миром и, быть может, уловившая своим зеркалом какое-то его отражение, теперь возвращается на своё место. Отсюда — неограниченная свобода; поэт блюдёт закон и чтит обычай отнюдь не бесхитростно: он знает, что стоит выше их, но играет в игру. То, в чём все остальные видят ритуал с более или менее условными жестами и словами, для этого любезного, артистичного, неудачливого, бестолкового, верного, нежного князя — игра жизни: его собственной жизни. Кружок друзей, что в 50-х гг. XV века сходятся от случая к случаю, в зависимости от времени года и путешествий, в замке Блуа, — это микрокосм, и Карл является не столько его центром, сколько воплощенной квинтэссенцией. В центре — пустота ожидания, которую восполнит хрупкий, мимолётный дар поэзии: всего одна-две минуты, пока читается рондо.